# Up the Downstair
Albums de Porcupine Tree
On the Sunday of Life...
(1992) The Sky Moves Sideways
(1995)
Up the Downstair est le deuxième album studio du groupe britannique Porcupine Tree, sorti le 7 juin 1993 sous le label Delerium Records.

## Liste des titres
| 1. | What You Are Listening To... | 0:58  |
| 2. | Synesthesia                  | 5:11  |
| 3. | Monuments Burn into Moments  | 0:20  |
| 4. | Always Never                 | 6:58  |
| 5. | Up the Downstair             | 10:03 |

| Disque 2 | Disque 2              | Disque 2 | Disque 2 | Disque 2 | Disque 2 | Disque 2 | Disque 2 | Disque 2 | Disque 2 |
| No       | Titre                 | Durée    |          |          |          |          |          |          |          |
| -------- | --------------------- | -------- | -------- | -------- | -------- | -------- | -------- | -------- | -------- |
| 1.       | Not Beautiful Anymore | 3:26     |          |          |          |          |          |          |          |
| 2.       | Siren                 | 0:52     |          |          |          |          |          |          |          |
| 3.       | Small Fish            | 2:43     |          |          |          |          |          |          |          |
| 4.       | Burning Sky           | 11:06    |          |          |          |          |          |          |          |
| 5.       | Fadeaway              | 6:19     |          |          |          |          |          |          |          |
| 47:59    |                       |          |          |          |          |          |          |          |          |